# وجودية غير دائمة
الوجودية غير الدائمة ["اللادائمة"] هي المطلقة العامة مع قيد "اللادوام"، بحسب الذات، وهي سواء كانت موجبة أو سالبة يكون تركيبها من مطلقتين عامتين، إحداهما موجبة والأخرى سالبة، لأن الجزء الأول مطلقة عامة، والجزء الثاني هو "اللادوام"، وقد عرفت أن مفهومه مطلقة عامة، ومثالها إيجابا وسلبا قولنا: كل إنسان ضاحك بالفعل لا دائما، ولا شيء من الإنسان بضاحك بالفعل لا دائما.